# Poppi
Poppi és un municipi italià, situat a la regió de la Toscana i a la província d'Arezzo. L'any 2005 tenia 6.077 habitants.